# Бахмин, Вячеслав Иванович
Вячеслав Иванович Бахмин (род. 25 сентября 1947, Калинин) — советский диссидент, правозащитник, сопредседатель (с 21 января 2019 года) Московской Хельсинкской группы, российский дипломат.

## Биография
С 1966 по 1969 год учился в МФТИ (Московском физико-техническом институте). События в Чехословакии в 1968 году явились толчком к участию Бахмина в оппозиционной деятельности, после этого он познакомился со многими участниками правозащитного движения, посещал политические судебные процессы, участвовал в распространении в МФТИ запрещённой литературы.
Был исключён после ареста 30 ноября 1969 года по обвинению в хранении и распространении «антисоветской» литературы: пытался распространить листовки, направленные против реабилитации Сталина. 24 сентября 1970 года, после 10 месяцев пребывания в Лефортовской тюрьме, Бахмина освободили в порядке помилования по специальному Указу Президиума Верховного Совета СССР.
В 1974 году заочно окончил Московский экономико-статистический институт. Работал программистом в институте «Информэлектро» в Москве. Активно участвовал в правозащитном движении, подвергался за это преследованиям: обыскам, допросам, вызовам в КГБ для предупреждения и пр. В 1975—1980 годах подписывал письма в защиту политических заключённых.
Один из организаторов Рабочей комиссии по расследованию использования психиатрии в политических целях (основана в 1977 году), активно участвовал в её работе. В том же году по инициативе Бахмина Рабочая комиссия стала выпускать собственное периодическое издание — «Информационный бюллетень». Бюллетени выходили с 1977 по 1980 год, в бюллетенях публиковались списки узников психиатрических больниц, материалы по психиатрическим репрессиям прошлого, сообщения об арестах членов Рабочей комиссии и т. п.
Арестован 12 февраля 1980 года, осуждён на 3 года лишения свободы в сентябре 1980 года по обвинению в «распространении заведомо ложных измышлений, порочащих советский государственный и общественный строй» (статья 190.1 УК РСФСР). В вину ему ставилось изготовление и распространение бюллетеней Рабочей комиссии, распространение «антисоветской литературы» (в том числе «Архипелага ГУЛаг»), обращение к Международному конгрессу психиатров в Гонолулу и письма, которые посылались Бахминым в психиатрические больницы по поводу неправомерных госпитализаций и других нарушений прав.
В том же году в Лондоне 15 мая состоялись общественные «слушания защиты» по делу Бахмина, организованные английскими юристами и психиатрами, Amnesty International и членами британского парламента. Свидетелями на слушаниях выступили бывшие узники психбольниц, эмигрировавшие на Запад; также были представлены показания друзей Бахмина, находившихся в Советском Союзе.
Срок Бахмин отбывал в городе Асино Томской области. За неделю до освобождения его арестовали в лагере «за антисоветские разговоры» и в начале марта вновь приговорили по той же статье УК РСФСР к 1 году и 1 месяцу лагерей.
После освобождения в феврале 1984 года Бахмин был направлен для проживания под надзором в Калинин, где работал программистом. В результате провокации, подстроенной властями, его обвинили в злостном хулиганстве. 29 марта 1985 года суд приговорил Бахмина к 3 годам лишения свободы, однако в кассационной инстанции приговор пересмотрели, обвинение было переквалифицировано на более мягкое, а в качестве меры наказания назначили полгода исправительных работ по месту службы с удержанием 15% зарплаты. 19 апреля 1985 года Бахмин вышел на свободу.
В 1988 году вернулся в Москву, работал программистом в НПО «Спецавтоматика». С 1989 года — член возрождённой Московской Хельсинкской группы и Российско-американской проектной группы по правам человека.
После августа 1991 года работал в МИД Российской Федерации, где заведовал Отделом глобальных проблем и гуманитарного сотрудничества. В 1992—1995 годах — член Коллегии МИД и заместитель руководителя российской делегации в Комиссии ООН по правам человека. В 1992 году Бахмину присвоили ранг чрезвычайного и полномочного посланника 2 класса. С 1993 года являлся членом Комиссии по правам человека при Президенте РФ.
В 1995 году Вячеслав Бахмин оставил государственную службу. Работал исполнительным директором Московского фонда «Открытое общество» (основан Институтом «Открытое общество» Джорджа Сороса), консультантом фонда Мотта, фонда Форда, Швейцарской программы сотрудничества. Председатель правления Общественной комиссии по сохранению наследия академика Сахарова, являющейся учредителем Сахаровского центра.
21 января 2019 года был избран сопредседателем Московской Хельсинкской группы.